# Campethera nubica
Campethera nubica là một loài chim trong họ Picidae.

## Hình ảnh

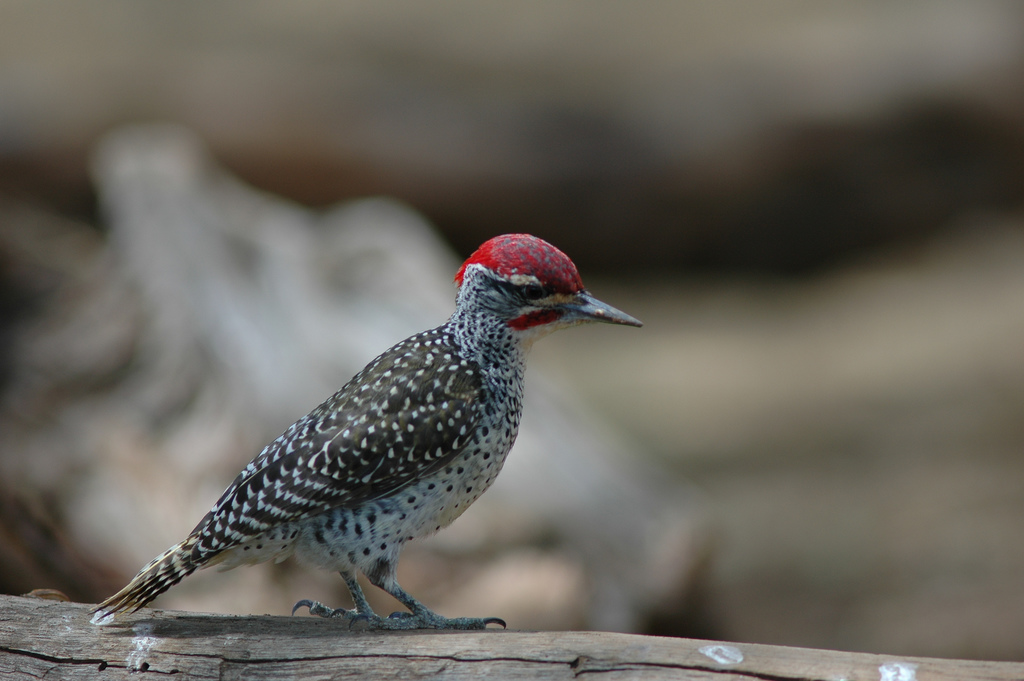
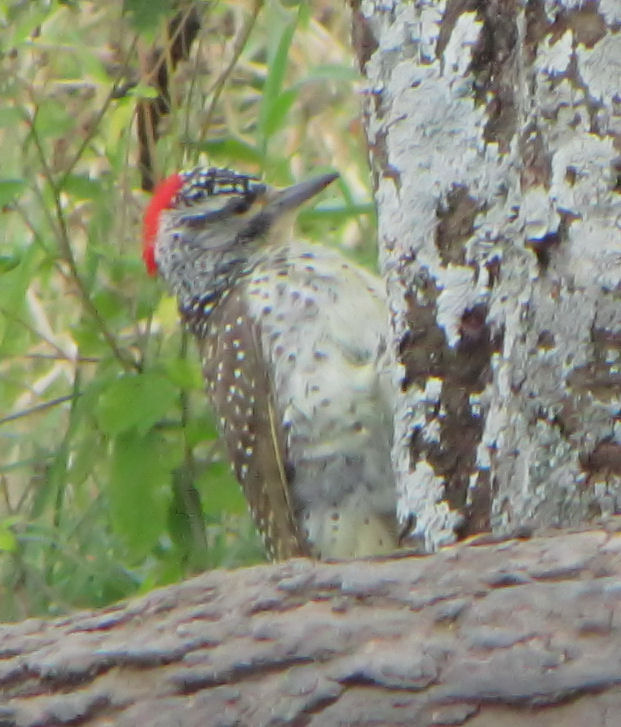